# Haguenau
Haguenau (alemão, Hagenau) é uma comuna francesa na região administrativa de Grande Leste, no departamento Baixo Reno. Estende-se por uma área de 185,07 km². Em 2010 a comuna tinha 35 357 habitantes (densidade: 191 hab./km²).